# Campo Piaggio
Campo Piaggio é uma comuna da província de Santa Fé, na Argentina.